# أولاد ياسين (بني سيدال لوطا)
أولاد ياسين هي إحدى مشيخات المملكة المغربية، تتبع جغرافيا لإقليم الناظور وإداريًا لبني سيدال لوطا. يقدر عدد سكانها بـ 4157 نسمة حسب الإحصاء الرسمي للسكان والسكنى لسنة 2004.